# 克斯温德
克斯温德，马来西亚霹雳州议会双溪古月议员，行动党党员。
2008年代表公正党参加霹雳州议会选举并赢得有关议席。2009年退党成为亲国阵独立议员，引发霹雳州宪政危机。